# سان كونو
سان كونو (بالإيطالية: San Cono)‏ هي بلدة تقع في مقاطعة كاتانيا في صقلية في إيطاليا وبلغ عدد السكان 2959 نسمة.

## السكان
في سنة 1861 بلغ عدد السكان 1٬235 نسمة، وتطور العدد ليصل في سنة 2011 لـ 2٬790 نسمة.
يظهر هذا المخطط البياني تطور النمو السكاني لـ سان كونو